# كاميرا عاكسة مفردة العدسة
الكاميرا العاكسة مفردة العدسة (وتختصر بالإنجليزية SLR Camera) هي نوع من أنواع الكاميرات الفوتوغرافية، تستخدم نظاما يعتمد على مرآة تتحرك آلياً، بحيث تسمح للمصور أن يرى تحديداً ما سيلتقط على الفيلم الفوتوغرافي أو نظام التصوير الرقمي، على عكس آلات التصوير الأخرى التي يحدث بها اختلافات فارقة بين الصورة المعروضة في محدد المنظر والصورة التي يلتقطها الفيلم.

رسم تخطيطي لنظام الكاميرا العاكسة مفردة العدسة:
1 - عدسة أمامية (بتصميم Tessar ذو القطع الأربع)
2 - مرآة عاكسة مائلة بزاوية 45 درجة
3 - غالق المسطح البؤري
4 - فيلم 35 مم أو مجس رقمي
5 - شاشة توضيح
6 - عدسة مكثفة
7 - منشور خماسي زجاجي (أو مرآة خماسية)
8 - محدد المنظر

قبل تطوير الكاميرات العاكسة المفردة العدسة كانت جميع الكاميرات التي لها محدد منظر لها مسارين بصريين مختلفين للأشعة الضوئية، الأول من العدسة إلى الفيلم الوتوغرافي، والمسار الآخر يكون بالأعلى (كاميرا عاكسة ثنائية العدسة) أو بالجانب (محدد المدى).
ولأنه لا يمكن لمحدد المنظر وعدسة الفيلم أن يشتركا في نفس المسار الضوئي، فقد كانت عدسة الرؤية تصمم بحيث تتقاطع مع عدسة الفيلم عند نقطة معينة في مكان ما أمام الكاميرا. ولم يكن ذلك يشكل مشكلة كبيرة بالنسبة للصور التي تلتقط من مسافات بعيدة أو متوسطة، إلا أن عيب الإزاحة في الرؤية كان يتسبب في مشكلات في حدود الصورة في لقطات الصور المقربة.
وغير ذلك لم يكن من السهل ضبط الوضوح للكاميرا الغير عاكسة عند فتحها في فتحات عدسة واسعة (كما في حالة انخفاض الإضاءة أو عند استخدام سرعة فيلم منخفضة).
معظم الكاميرات العاكسة المفردة العدسة تسمح بعرض صورة جانبية رأسية من خلال استخدام منشور خماسي يوضع في المسار الضوئي بين المرآة العاكسة ومحدد المنظر.
ينعكس الضوء إلى الأعلى للمنشور الخماسي بواسطة مرآة عاكسة قابلة للحركة حيث تحدث له عدة انعكاسات حتى يظهر في النهاية في محدد المنظر. عند إطلاق الغالق تتحرك المرآة لتتحول بعيداً عن مسار الضوء فيسقط الضوء مباشرة على الفيلم أو مجس التصوير في حالة الكاميرا الرقمية العاكسة مفردة العدسة.
حتى عام 1990 كانت الكاميرات العاكسة المفردة العدسة هي أكثر التقنيات تقدما في أنظمة معاينة الصورة الفوتوغرافية. ولكن التطويرات الأخيرة لتقنيات التصوير الرقمي التي تضمنت شاشة معاينة شاشة العرض البلوري السائل مدمجة بالكاميرا قد غطت على شعبية الكاميرا العاكسة مفردة العدسة.